# Società Anonima Elettrificazione
La Società Anonima Elettrificazione (abbreviato SAE) fu una società italiana fondata nel 1926 che operava nel settore della realizzazione impiantistica di elettrodotti ad alta tensione, sottostazioni di trasformazione, elettrificazione ferroviaria e nell'ambito delle costruzioni civili ed industriali.

## La nascita e i primi anni
La società fu costituita nel 1926 da una cordata di società per partecipare al bando di gara indetto dalle Ferrovie dello Stato Italiane per la realizzazione dell'elettrificazione della ferrovia Verona-Brennero e dove si aggiudicò la realizzazione della tratta Bolzano-Brennero.
Le società fondatrici furono:
- Acciaierie e Ferriere Lombarde Falck
- Ansaldo
- Cemsa
- Ercole Marelli
- Tecnomasio Italiano Brown Boveri

A seguito del completamento dei lavori sulla tratta ferroviaria venne abbandonata la decisione di sciogliere la società ma venne deciso di proseguirne l'attività.
Nel 1938 la SAE acquisì dalla società Milani di Lecco l'officina di Acquate che divenne la sede operativa.

## Dal dopoguerra al 1979
Negli anni successivi la fine della seconda guerra mondiale al fine di accedere ai cantieri per l'industrializzazione del mezzogiorno e per migliorare al contempo le possibilità di esportazione e appalti all'estero, la SAE realizzò nel 1947 uno stabilimento a Napoli. Questa realtà arriverà a contare circa 300 dipendenti con una capacità produttiva di oltre 30000 t/anno.
Nel 1947 la SAE si aggiudicò il primo contratto di elettrificazione all’estero: la linea di trasmissione a 115 kV dell'Arlberg (Austria).
Pochi anni dopo, nel 1952 la SAE vinse la gara d'appalto commissionata dalla Società Generale Elettrica della Sicilia (SGES) per la realizzazione dell'elettrodotto che collega la Sicilia alla penisola Italiana e utilizzato fino al 1992.
Negli anni Sessanta e Settanta con il boom economico, la SAE contava già più di 1.500 dipendenti e,  grazie anche all’introduzione del calcolo automatico con l’elaboratore elettronico, si riuscirono a ridurre i tempi di calcolo, ottimizzare i progetti e gestire in modo automatico la fornitura dei materiali e le tempistiche di montaggio delle linee. tutto questo si unì all'avviò di una intensa fase di potenziamento ed espansione dei siti produttivi,  che furono dotati delle ultime tecnologie produttive, in gran parte sviluppate internamente, e di un controllo della qualità tra i più avanzati del tempo.
A Garabuso, nei pressi di Lecco, viene realizzata (prima in Europa) una installazione per la prova meccanica dei tralicci in scala reale detta “Stazione prova pali”.

## Dal 1980 fino alla chiusura
Il risultato dell'intenso sviluppo tecnologico e potenziamento produttivo permise alla società tra gli anni settanta ed ottanta un aumento della competitività e miglioramento della qualità del prodotto consentendo alla SAE l'espansione verso nuovi mercati in America del Nord, Iraq, Malesia, Africa negli anni ottanta.
Nel frattempo nel 1978 la Ercole Marelli cedette le proprie quote di partecipazione alla Tecnomasio e alla Falck, infine, nel 1984 la Falck cedette le proprie quote alla Tecnomasio, mentre la SAE cedeva al gruppo Brown Boveri la finanziaria Elettrofin SA.
Nel 1987 La SAE raggiunse un accordo con il Gruppo General Electric per rilevare il pacchetto di maggioranza della società di progettazione e costruzione elettromeccanico Sadelmi Cogepi.
Negli anni novanta la società viene smantellata con lo stabilimento storico di Acquate demolito nel 1992 per far spazio alla realizzazione di edifici in edilizia convenzionata